# Мурільйо-де-Гальєго
Мурільйо-де-Гальєго (ісп. Murillo de Gállego, араг. Morillo de Galligo) — муніципалітет в Іспанії, у складі автономної спільноти Арагон, у провінції Сарагоса. Населення — 189 осіб (2010).
Муніципалітет розташований на відстані близько 330 км на північний схід від Мадрида, 75 км на північ від Сарагоси.
На території муніципалітету розташовані такі населені пункти: (дані про населення за 2010 рік)
- Консіліо: 32 особи
- Моран: 0 осіб
- Мурільйо-де-Гальєго: 157 осіб

## Демографія
Динаміка населення (INE ):

## Галерея зображень

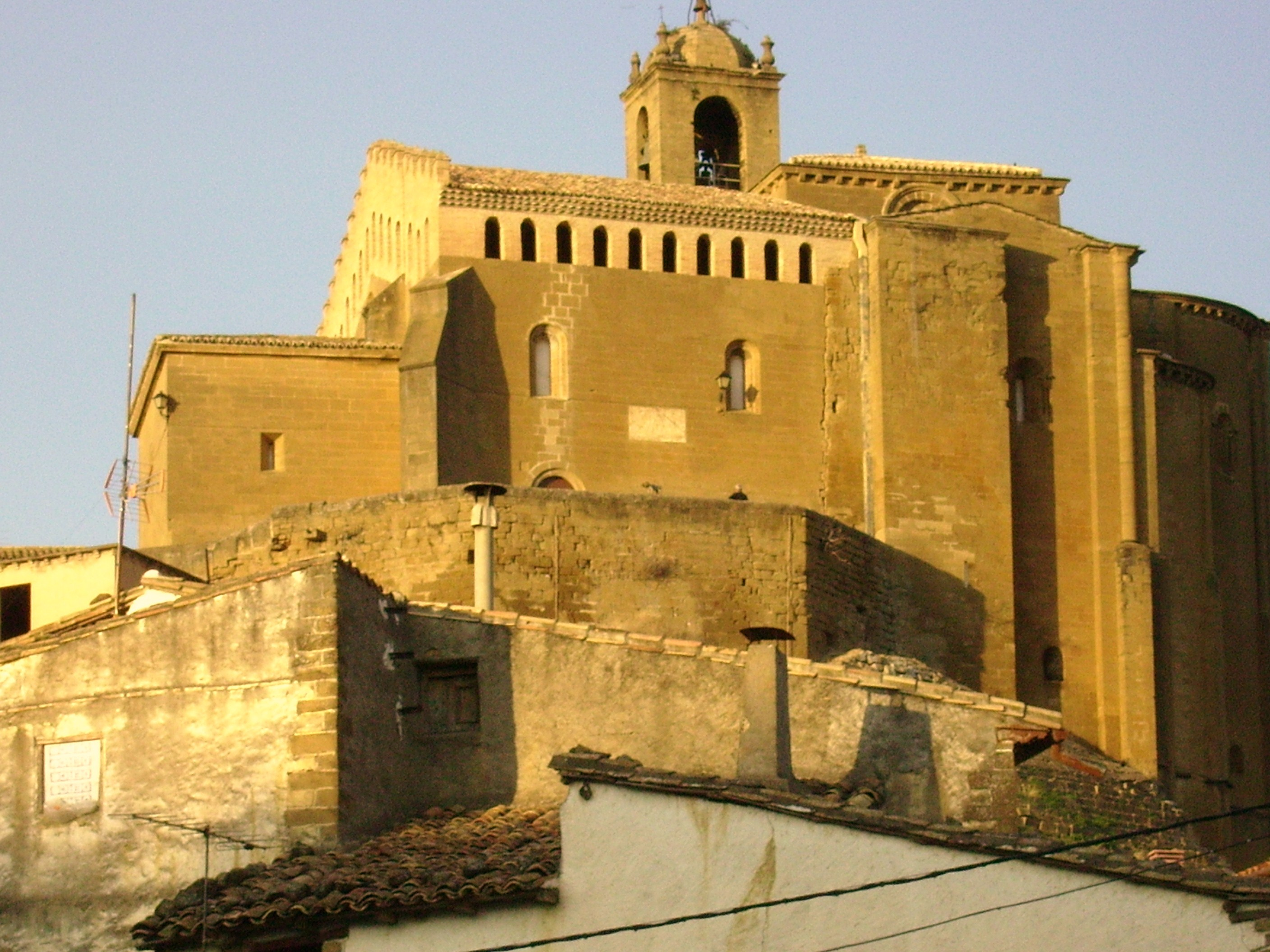
Церква Сан-Сальвадор